# Лавондисс: Путешествие в неведомый край
«Лавондисс: Путешествие в неведомый край» (англ. Lavondyss: Journey to an Unknown Region) — роман в жанре фэнтези, написанный Робертом Холдстоком и опубликованный в Англии в 1988 году. Это 2-й роман из серии «Лес Мифаго».
Название романа намекает как на реальные, так и на мифологические места: Лионесс, Авалон и Дис (имя ада в Божественной комедии); в романе так называется ледяное сердце Райхоупского леса.
Лавондисс является продолжением «Леса Мифаго», и в нём действуют некоторые персонажи из первого романа. Более того, события, произошедшие в «Лесе Мифаго», являются основной причиной коллизии в Лавондиссе.
Роман переведён на множество языков, в том числе на французский, немецкий, польский, финский, словацкий, итальянский и испанский. Он получил премию Британской ассоциации научной фантастики за 1989 г.

## Сюжет
Главной героиней романа является Таллис Китон, младшая сестра Гарри Китона (из Леса Мифаго). Ещё подростком она встречает композитора Ральфа Воан-Уильямса (не мифаго, но настоящего человека) и поёт ему песню, которую придумала сама. Однако композитор сразу понимает, что это народная песня, которую он сам записал много лет назад, в Норфолке. Огорчённая Таллис тем не менее рассказывает ему истории, вдохновлённые лесом. К своим 13-ти годам она уже успела проникнуться духом леса и сделать десять хтонических масок, каждая из которых представляет десять легенд Райхоупского леса. В контексте романа эти маски являются талисманами, позволяющими её подсознанию связаться с персонажами и ландшафтами, образующимися в лесу. Правильно использованные, маски разрешают Таллис видеть духов и элементалей, а также создавать «пустые пути» — дороги через пространство и время, благодаря которым можно попасть в места, находящиеся на расстоянии дней, недель или даже месяцев ходьбы пешком. Таллис вырезала эти маски в следующем порядке:
1. Пустотница — сделана из вяза, женская маска, выкрашенная в белое и красное.
2. Габерлунги — сделана из дуба, выкрашена в белое; другое имя — «память земли».
3. Скоген — сделана из орешника, выкрашена в зелёное; другое имя — «тень леса».
4. Жалоба — сделана из коры ивы, выкрашена в серое.
5. Соколица — первая из трёх масок странствий, имеет вид сокола; другое имя — «птица летит в неведомый край».
6. Серебрянка — вторая из трёх масок странствий, украшена цветными кругами; другое имя — «лосось плывёт по реке в неведомый край». Серебрянка — также имя рассказа, включённого в «Лес Мерлина».
7. Кюнхавал — третья из трёх масок странствий, сделана из бузины; другое имя — «охотничья собака бежит лесными тропами в неведомый край».
8. Лунный Сон — сделана из бука, украшена лунными символами; другое имя — «увидеть женщину в земле». Маска играет выдающуюся роль в романе Холдстока «Пустой Путь».
9. Синисало — сделана из ильма, выкрашена в белый и лазурный; другое имя — «увидеть ребёнка в земле».
10. Морндун — маска мёртвая снаружи, но живая внутри; другое имя — «первое путешествие призрака в неведомый край».

Ещё до того, как попасть в лес, Таллис создаёт пустой путь и видит Скатаха, юного воина, раненого на поле боя и умирающего под деревом. Таллис хочет помочь Скатаху, но, неправильно использовав магию, вызывает изменения в событиях, которые решающим образом влияют на её судьбу и судьбу Гарри Китона.
Глубоко в лесу Таллис встречается с Эдвардом Уинн-Джонсом (человеком, не мифаго), упоминаемом в Лесу Мифаго. Он стал шаманом в небольшой деревушке древнего народа. Благодаря ему, Таллис начинает лучше понимать связи между собой и окружающей природой, и, более важно, он подсказывает ей, как найти пропавшего брата.

## Персонажи-люди
Эдвард КостиСтарый человек, работающий садовником на ферме Китонов и живущий в соседнем коттедже; хорошо знает Райхоупской лес.
Гарри КитонБывший военный лётчик, чья судьба остается неизвестной в концовке Леса Мифаго.
Джеймс КитонОтец Таллис и Гарри. Играет выдающуюся роль в романе Пустой Путь, продолжении Лавондисса.
Маргарет КитонМать Таллис и жена Джеймса Китона.
Таллис КитонСводная сестра Гарри, главная героиня романа. Таллис не по годам развита и обладает врождёнными способностями шамана. Она родилась в 1944 г. и её назвали по имени валлийского барда Талиесина.
Ральф Воан-Уильямскомпозитор, друг Таллис.

## Персонажи-мифаго
Сломанный ПареньБольшой олень, местная легенда. Сломанный Парень всегда хромает, потому что был ранен стрелой.
СкатахМладший из трех братьев. Его старшие братья: Мордред и Артур. Влюбляется в Таллис и она вмешивается в его мифологическую роль.
ТигМальчик, потом юноша. Появляется ещё в Лесу Мифаго (мельком) и играет более значительную роль в Лавондиссе. Кроме того он появляется также в рассказе Земля и Камень, впервые опубликованном в Лесу Кости.

## Мнения критиков
Критики обычно сравнивают Лавондисс с его предшественником, Лесом Мифаго, и видят многочисленные отличия как в стилистике, так и в настроении. События романа происходят в 50-е годы, а не в 40-е, и рассказываются от 3-го лица, а не от первого. Кроме того, Лавондис безусловно более мрачный роман. Джон Клют пишет, что рассказ сфокусирован «на земле, камне, крови, грязи и смерти; это неотъемлемые корни истории». Критик описывает Райхоупский лес как «метаморфическую область устрашающей неизбежности, фекальный ландшафт, наполненный скрученной в вихри энергией». Последнюю главу он называет «сводящей с ума и замечательно напряжённой», и заключает: «Лавондисс начинает казаться вещью в себе, необъяснимой и отягощённой горем».
Лес Мифаго и Лавондисс так сильно повлияли на развитие фэнтези во многом благодаря тому, что чисто фантастические события происходят в новом, но потрясающе обыкновенном мире. Ричард Матеус считает, что в этих романах Холдстоку удалось впечатляюще смешать поэтический стиль и чувственность. Так что вся серия романов может считаться «одним из поворотных пунктов в фантастике конца двадцатого века».
Майкл Д. С. Дроут считает Лес Мифаго и Лавондис двумя лучшими романами Холдстока, основанными на внутренне непротиворечивом каркасе принципов. Критик указывает, что «эти произведения написаны в британских традициях и сочетают в себе оригинальность с неписьменной культурой, включая танцы Моррис, Зелёных Людей, шаманизм, неолитические племена и традиции кельтов доримского периода. И, конечно, самой значительной частью этих работ является смерть и умирание».
Лавондисс отличается от других произведений жанра своей сложностью. Джон Клют сдержанно хвалит роман, подчеркивая, что Лавондисс «частично педантичен и убедителен, а частично наполнен метафорами и прозрениями, и читается как шрифт Брайля; это книга, чья потрясающая искренность может пристыдить обычные произведения развлекательного жанра, которые она напоминает на первый взгляд».